# Brecon Beacons

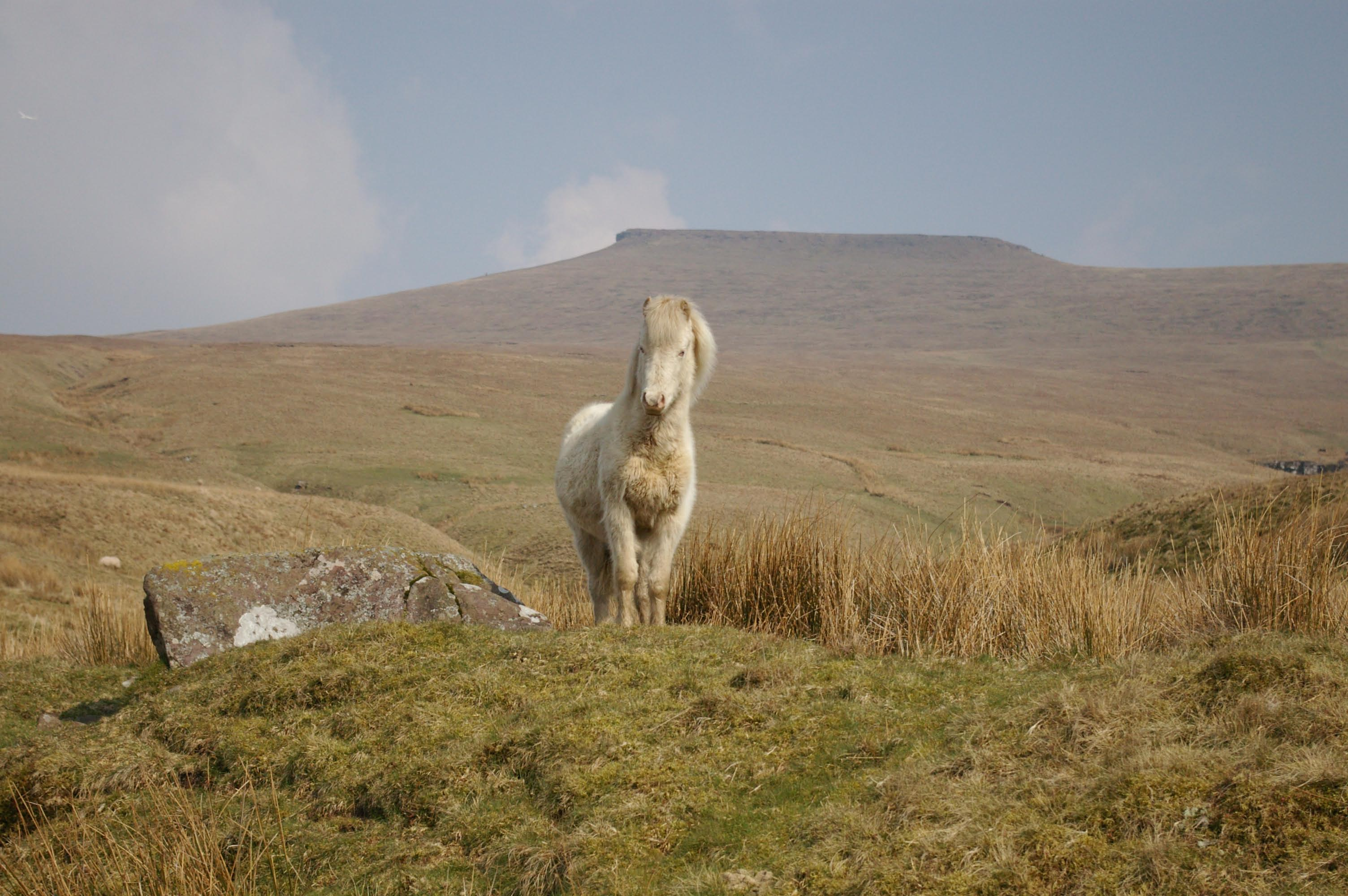
Um Pônei Montanhês Galês

Brecon Beacons (em galês:  Bannau Brycheiniog), também o nome de um parque nacional, é uma cordilheira localizada no País de Gales.

## Parque Nacional Brecon Beacons
Os Brecon Beacons são uma das quatros cadeias montanhosas e morros localizados no País de Gales, que compõem o Parque Nacional Brecon Beacons. O Parque Nacional foi criado em 1957, sendo o terceiro dos três parques galeses depois de Snowdonia, em 1951, e do Parque Nacional da Costa de Pembrokeshire, em 1952.
Em 2023, o nome do parque mudou para Parque Nacional Bannau Brycheiniog, que quer dizer em Galês "Os cumes do reino de Brychan", um rei lendário do século VI no País de Gales.

## Treinamento militar

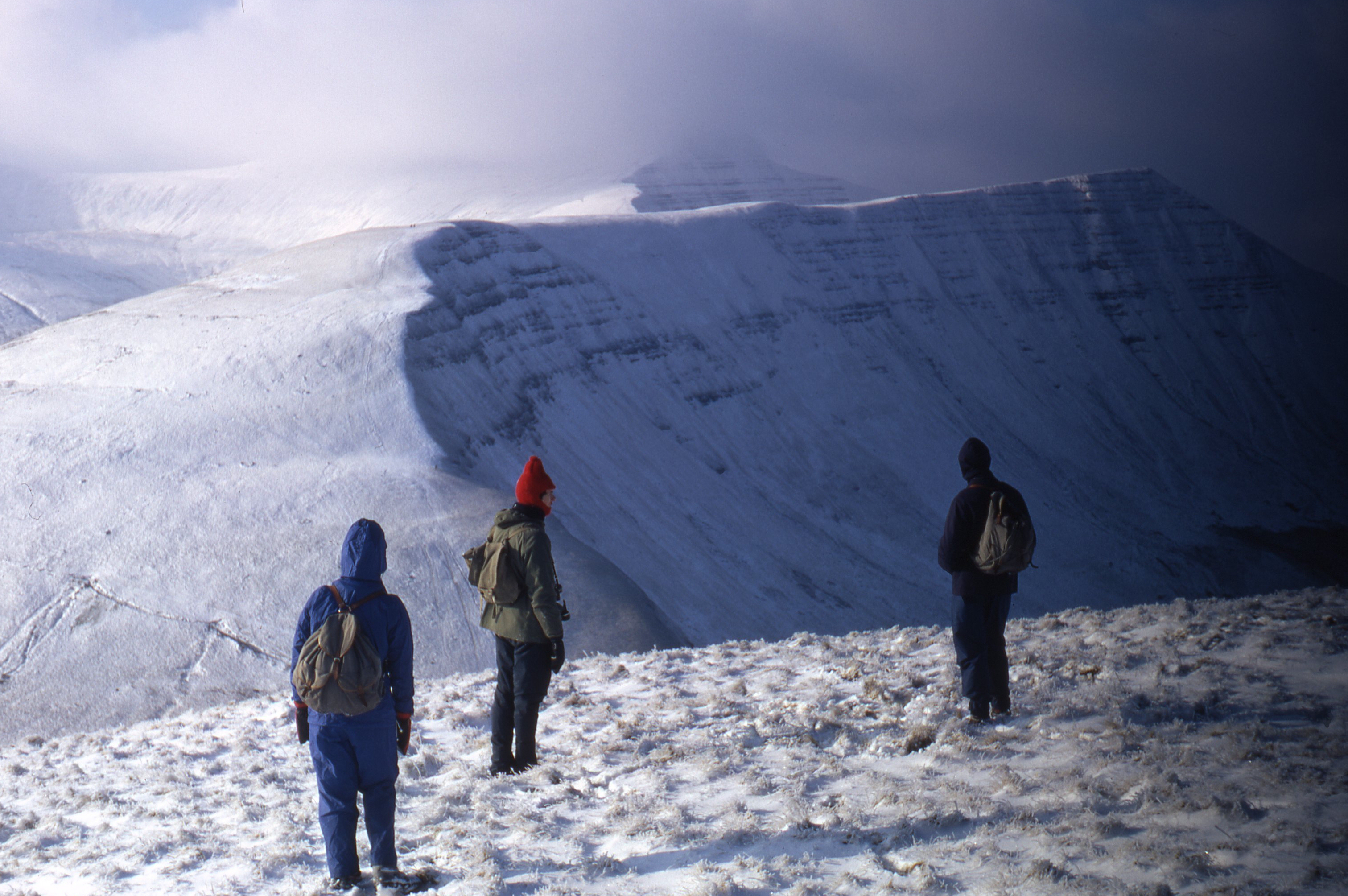
Os Beacons durante o inverno

Brecon Beacons são usados para treinar membros das forças armadas do Reino Unido e para reservistas militares. A Escola de Batalha de Infantaria do Exército fica localizada em Brecon, e o Serviço Aéreo Especial (SAS) usa o local para testar a aptidão dos requerentes para exercerem a profissão. Em julho de 2013, três soldados morreram de superaquecimento e/ou de insolação durante o treinamento do SAS. Um capitão do exército foi encontrado morto em Corn Du no começo do ano, depois de treinar no clima congelado pelo SAS.